# Boeing Model 40
Boeing Model 40 je bilo enomotorno dvokrilno poštno letalo iz 1920ih. Velja tudi za prvo Boeingovo potniško letalo. 
Model 40 je imel fiksno pristajalno podvozje z repnim kolesom. Krila so bila grajena iz lesa. Prevažal je lahko okrog 450 kg pošte. 

## Specifikacije (Model 40A)
Podatki iz Boeing Aircraft since 1916; Bowers 1989, p. 127.
Splošne karakteristike
- Posadka: 1
- Število sedežev: 2 potnika
- Dolžina: 33 ft 21⁄4 in (10,12 m)
- Razpon kril: 44 ft 21⁄4 in (13,47 m)
- Višina: 12 ft 31⁄8 in (3,74 m)
- Površina kril: 547 sq ft (50,82 m²)
- Teža praznega letala: 3531 lb (1605 kg)
- Maks. vzletna teža: 6000 lb (2727 kg)
- Pogon letala: 1 ×  Pratt & Whitney Wasp, 420 KM (313 kW)

 Zmogljivost 
- Maks. hitrost: 128 mph (111 vozlov, 206 km/h)
- Potovalna hitrost: 105 mph (91 vozlov, 169 km/h)
- Doseg: 650 milj (565 nmi, 1046 km)
- Višina leta: 14500 ft (4420 m)
- Hitrost vzpenjanja: 770 ft/min (3,9 m/s)